# Aghione
Aghione (en idioma corso Aghjone) es una comuna  y población de Francia, en la región de Córcega, departamento de Alta Córcega.
Su población en el censo de 1999 era de 245 habitantes.
Durante la Segunda Guerra Mundial alojó una de las bases de la 15.ª Fuerza Aérea estadounidense, para apoyar al desembarco en Provenza.

## Demografía
| 87 | 93 | 279 | 317 | 282 | 245 |
| Para los censos de 1962 a 1999 la población legal corresponde a la población sin duplicidades (Fuente: INSEE [Consultar]) |    |     |     |     |     |